# Scutelnici
Scutelnici là một xã thuộc hạt Buzău, România. Dân số thời điểm năm 2002 là 2651 người.